# Estación de Saint-Sébastien - Froissart
La estación de Saint-Sébastien - Froissart es una estación de la línea 8 del metro de París situada en el límite de los Distrito III y XI de la ciudad. 

## Historia
La estación fue inaugurada el 5 de mayo de 1931.
Debe su nombre a San Sebastián, mártir cristiano nacido en Francia y a Jean Froissart, cronista medieval francés. 

## Descripción
De compone de dos andenes de 105 metros de longitud y de dos vías.
Está diseñada en bóveda elíptica revestida completamente de los clásicos azulejos blancos biselados del metro parisino, con la única excepción del zócalo que es de color marrón. Los paneles publicitarios emplean un fino marco dorado con adornos en la parte superior. 
Su iluminación ha sido renovada empleando el modelo vagues (olas) con estructuras casi adheridas a la bóveda que sobrevuelan ambos andenes proyectando la luz en varias direcciones.
La señalización por su parte usa versión modernizada de la tipografía CMP donde el nombre de la estación aparece sobre un fondo de azulejos azules en letras blancas. Por último, los asientos son sencillos bancos de madera.